# Andrzej Zapałowski

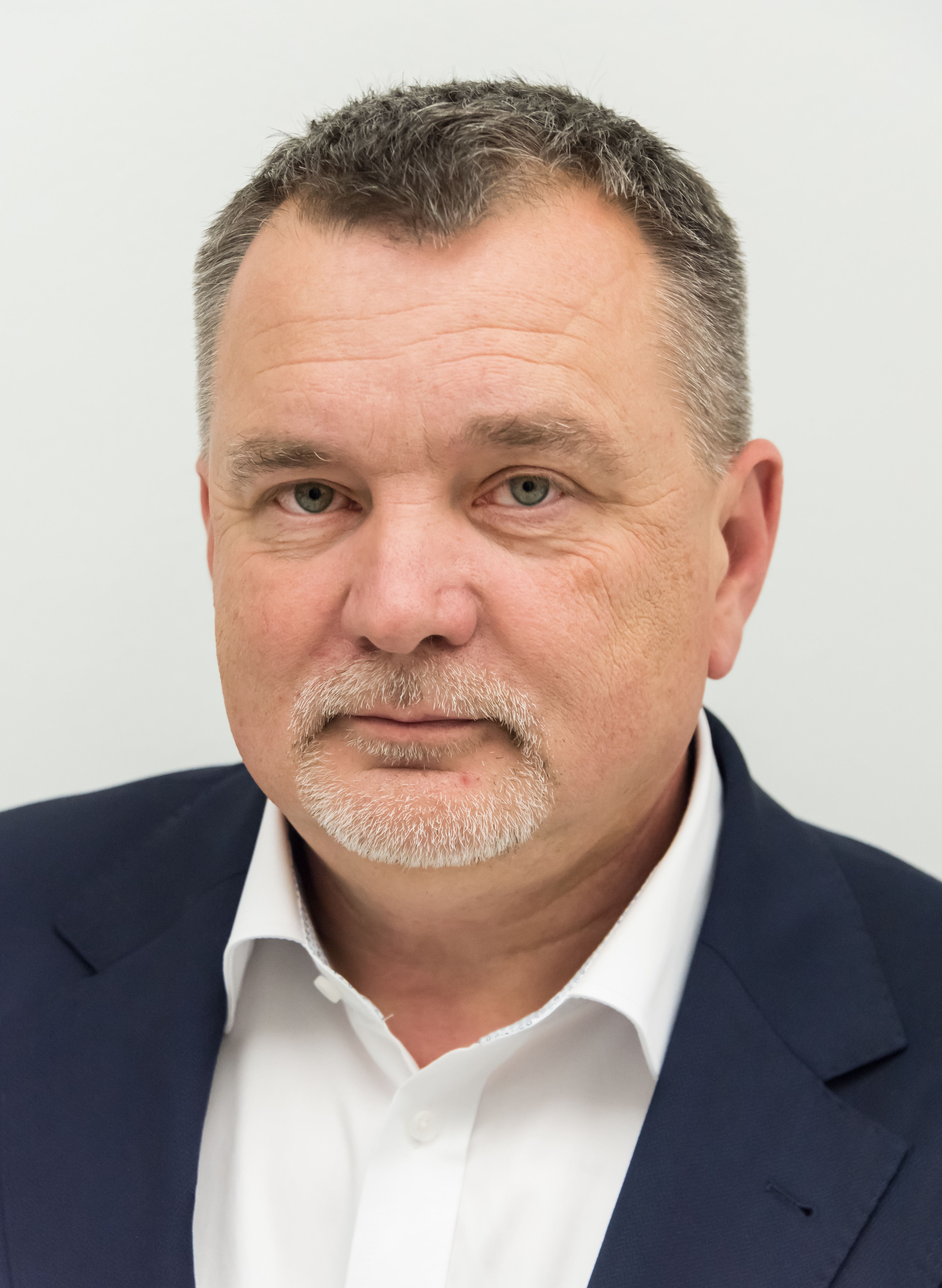
Andrzej Zapałowski, Sejm (2023)

Andrzej Tomasz Zapałowski (* 6. November 1966 in Wałbrzych) ist ein polnischer Politiker (KPN, AWS, LPR, Kukiz’15, Konfederacja) Von 2005 bis 2009 war er Mitglied des Europäischen Parlaments. Er war von 1997 bis 2001 und ist erneut seit 2023 Mitglied des Sejm in dessen III. und X. Wahlperiode.

## Leben und Beruf
Zapałowski studierte an der Staatlichen Pädagogischen Hochschule in Krakau Geschichte und schloss das Studium 1990 ab. 1998 folgte sein Abschluss in Rechtswissenschaften an der Zweigstelle der Maria-Curie-Skłodowska-Universität in Rzeszów. 2003 wurde er an der Akademie der Kriegskunst mit einer militärwissenschaftlichen Arbeit promoviert. 2017 erfolgte die Habilitation an der Akademia Sztuki Wojennej. Er arbeitete als Geschichtslehrer in Przemyśl. Später wurde er Dozent an der Universität Rzeszów und der WSPiA Rzeszowska Szkoła Wyższa.
Zapałowski ist verwitwet und hat drei Kinder.

## Politik
Zapałowski leitete von 1986 bis 1990 die Gruppe des Unabhängigen Studentenverbandes an der Staatlichen Pädagogischen Hochschule in Krakau und wurde Mitglied der Konfederacja Polski Niepodległej (KPN). Für die KPN kandidierte er bei den Wahlen 1991 und 1993 vergeblich zum Sejm. 1996 beteiligte er sich an der Gründung der KPN-Abspaltung Konfederacja Polski Niepodległej – Obóz Patriotyczny. Für diese wurde er im Rahmen des Wahlbündnisses Akcja Wyborcza Solidarność (AWS) bei der Parlamentswahl 1997 in den Sejm gewählt. Aus Protest gegen den Fraktionsausschluss von Adam Słomka verließ auch er 1998 die AWS-Fraktion. Bei der Parlamentswahl 2001 kandidierte er als parteiloser Kandidat auf der Liste der Polskie Stronnictwo Ludowe, erreichte aber kein Mandat.
2002 trat Zapałowski der Liga Polskich Rodzin (LPR) bei und wurde in deren Vorstand gewählt. Bei den Selbstverwaltungswahlen 2002 bewarb er sich um das Amt des Stadtpräsidenten von Przemyśl. Mit gut 12 % der Stimmen verpasste er jedoch den Einzug in die Stichwahl. Er bewarb sich bei der Europawahl 2004 für die LPR zunächst vergeblich um ein Mandat, zog jedoch nach dem Tod Filip Adwents im Juni 2005 als Nachrücker im Rahmen der europakritischen Fraktion Unabhängigkeit und Demokratie (Ind/Dem) in das Europa-Parlament ein. 2006 verließ er die LPR und trat der Union für ein Europa der Nationen (UEN) bei. Bis zu den Europawahlen 2009 war er zeitweise Mitglied im Ausschuss für Landwirtschaft und ländliche Entwicklung und Ersatz-Mitglied im Ausschuss für die Rechte der Frau und die Gleichstellung der Geschlechter. 2008 war er in Polen einer der Gründer der Partei Naprzód Polsko, in der er Schatzmeister wurde. Bereits im Januar 2010 verließ er die Partei wieder. Bei den Selbstverwaltungswahlen 2010 kandidierte er für eine lokale Liste erneut für das Amt des Stadtpräsidenten von Przemyśl. Mit knapp 9 % der Stimmen belegte jedoch nur den vierten Platz. Bei den Selbstverwaltungswahlen 2014 bewarb er sich erfolglos für das Wahlkomitee „Patriotyczny Polski Przemyśl“ um ein Mandat im Stadtrat von Przemyśl.
Bei den Selbstverwaltungswahlen 2018 wurde er für Kukiz’15 in den Stadtrat von Przemyśl gewählt. Später wurde er Mitglied der Partei Konfederacja Korony Polskiej. Für diese kandidierte er bei der Europawahl 2019, der Parlamentswahl 2019 und der Parlamentswahl 2023, als er nachh 22 Jahren Unterbrechung wieder in den Sejm gewählt wurde, auf der Liste der Konfederacja Wolność i Niepodległość.

## Ehrungen
- 2009 Ritterkreuz des Ordens Polonia Restituta[13]
- 2017 Krzyż Wolności i Solidarności[14]